# Luksemburžani
Luksemburžani su malen germanski narod nastanjen u Luksemburgu (272 000) te u Njemačkoj (15 000), Belgiji (4300), Francuskoj (3600) i Austriji (300). Izvan svoje matične zemlje najviše ih ima u Sjedinjenim Američkim Državama (56 000). Luksemburžani su po vjeri katolici, a služe se luksemburškim jezikom koji je član germanske grane indoeuropske porodice jezika. 

## Jezik
Luksemburški jezik, letzeburgesch (engl. Luxembourgisch), bio je njemački dijalekt koji je primio mnogo posuđenica iz francuskog, on je jezik naroda, njihovog identiteta i pripadnosti zajednici. Luksemburg ipak uz luksemburški ima još dva službena jezika: njemački koji se upotrebljava u trgovini, novinarstvu i Crkvi te francuski koji se rabi u administraciji, to jest u vladi i na dvoru. 

## Povijest
|  | Ovom je odjeljku potrebna dopuna. Možete pomoći dodavanjem sadržaja. |

Luksemburžani imaju snažan osjećaj nacionalnog identiteta koji pokazuju u svojem nacionalnom motu Mir wëlle bleiwe wat mir sin, to jest Želimo ostati ono što jesmo. Luksemburg je malena država zapadne Europe. Zatvorena je granicama Francuske, Njemačke i Belgije, utemeljena 963. godine, postala je veliko vojvodstvo 1815. godine, ali 1839. izgubila je velik dio teritorija u korist Belgije. Punu nezavisnost postigla je 1867. godine. Nasljeđe suvremenih Luksemburžana proizlazi najvećim dijelom od Kelta, Franaka i drugih germanskih naroda koji su prolazili ovim važnim raskrižjem u vrijeme prije i poslije rimske okupacije. 

## Kultura

### Svečanosti
Najznačajnije svečanosti integralni su dijelovi kulture Luksemburžana. Uz karnevale koji se održavaju šest tjedana nakon Božića, tu su i Bürgsonndeg 28. veljače kada se pali velika vatra pod otvorenim nebom i slavi prestanak zime. Tradicionalno se još od starih dana (1340.) održava Schueberfouer koje je osnovao Ivan Slijepi (Johann der Blinde von Luxemburg), Nacionalni dan (23. lipnja), Genzefest i Bijela nedjelja (Whitsunday; 7. nedjelje iza Uskrsa) i vinski festivali koji počinju u kolovozu.

## Vanjske poveznice
- Being a Luxembourger
- Luxembourgeois